# Baia di Matagorda
La baia di Matagorda è una baia del golfo del Messico, situata nel Texas, tra le contee di Calhoun e Matagorda. Principale emissario della baia è il fiume Colorado del Texas che qui scarica le sue acque prima di raggiungere il golfo del Messico. La baia è separata dal golfo dalla penisola di Matagorda. La città di Port O'Connor si trova sulle sue rive.
Matagorda Bay ha molte insenature, tra cui la "baia del Lavaca ", che si estende a ovest fino alla foce del Lavaca, sulle cui sponde si trova la città di Port Lavaca; baia di Tres Palacios che si estende a nord-est fino alla foce del fiume Tres Palacios e collega la città di Palacios. Altre insenature includono le baie di Tartaruga, di Carancahua, di Keller, e di Cox.
L'ultima spedizione di René Robert Cavelier de La Salle, esploratore francese, venne interrotta in questa baia col naufragio della sua ultima nave, La Belle, nel febbraio 1686.